# Phigalia titearia
Phigalia titearia là một loài bướm đêm trong họ Geometridae.